# Adam Braz
Adam Braz (Montréal, 7 giugno 1981) è un dirigente sportivo ed ex calciatore canadese, di ruolo difensore, attualmente dirigente dei Montreal Impact.

## Carriera

### Club
Braz inizia a giocare a calcio nel  AS Jean-Talon Rosemont, squadra militante nella Elite Quebec Soccer League.
In quegli anni partecipa con la selezione del Quebec ai campionati giovanili canadesi Under-15, Under-17 e Under-18 nei quali vince complessivamente due medaglie d'oro e due d'argento.
Nel 1999 si trasferisce alla squadra dell'Università di Farfield dove rimane fino al 2001.
Nel 2002 si trasferisce al Montréal Impact firmando il suo primo contratto da professionista. In squadra riesce a conquistarsi un posto in difesa e aiuta la squadra a raggiungere i play-off.
Nel 2003 si trasferisce in Svezia, al Västerås, squadra militante nel Superettan, dove, pur non riuscendo a guadagnarsi il posto fisso da titolare riesce comunque a totalizzare 26 presenze.
Nel 2004 fa ritorno a Montreal, contribuendo alla vittoria del campionato di USL First Division, mentre nelle successive due stagioni la rincorsa al titolo si è sempre interrotta in semifinale.
Nel 2006 si trasferisce al Toronto FC, squadra militante nella MLS. Fa il suo debutto in MLS nella partita persa per 2-0 contro i Chivas USA.
Alla fine della stagione Braz fa di nuovo ritorno al Montreal Impact, con cui nel 2008 vince il  Canadian Championship, che gli permette di partecipare alla CONCACAF Champions League nella quale i Montreal Impact sono eliminati nei quarti di finale.
Nel 2009 vince il suo secondo titolo di USL First Division sconfiggendo i Vancouver Whitecaps per 6-3. Il 6 ottobre 2009 riceve il premio di Unsung Hero Award, mentre il successivo 26 novembre firma un nbuovo contratto biennale con il club.
Il 14 marzo 2011 annuncia il suo ritiro dal calcio giocato per diventare dirigente dei Montreal Impact.

### Nazionale
Tra il 1998 e il 2002 Braz gioca con la nazionale canadese Under-20: nel 1998 fallisce la qualificazione per i mondiali Under-20 1999, mentre nel 2001 è costretto a saltare per un infortunio i mondiali dopo aver fatto parte della squadra che vi si era qualificata. In totale Braz vanta 7 partite con l'Under-20.
Nel 2003 partecipa con la nazionale canadese Under-23 ad un torneo di qualificazione per le Olimpiadi del 2004 nel quale però la nazionale canadese non ottiene neanche un punto. In totale vanta 9 presenze e 1 rete con la nazionale Under-23.
Il 18 gennaio 2004 Braz fa il suo debutto con la nazionale maggiore canadese in un'amichevole contro Barbados.
Nel 2005 viene convocato per la Gold Cup nella quale gioca tutte e tre le partite della nazionale canadese.
Viene convocato anche per la Gold Cup 2007 nella quale però non scende in campo.
Dopo il 2007 non viene più convocato in nazionale.
In totale vanta 12 presenze con la nazionale canadese.

## Statistiche

### Cronologia presenze e reti in nazionale
| Cronologia completa delle presenze e delle reti in nazionale ― Canada | Cronologia completa delle presenze e delle reti in nazionale ― Canada | Cronologia completa delle presenze e delle reti in nazionale ― Canada | Cronologia completa delle presenze e delle reti in nazionale ― Canada | Cronologia completa delle presenze e delle reti in nazionale ― Canada | Cronologia completa delle presenze e delle reti in nazionale ― Canada | Cronologia completa delle presenze e delle reti in nazionale ― Canada | Cronologia completa delle presenze e delle reti in nazionale ― Canada |
| Data                                                                  | Città                                                                 | In casa                                                               | Risultato                                                             | Ospiti                                                                | Competizione                                                          | Reti                                                                  | Note                                                                  |
| --------------------------------------------------------------------- | --------------------------------------------------------------------- | --------------------------------------------------------------------- | --------------------------------------------------------------------- | --------------------------------------------------------------------- | --------------------------------------------------------------------- | --------------------------------------------------------------------- | --------------------------------------------------------------------- |
| 18-1-2004                                                             | Waterford                                                             | Barbados                                                              | 0 – 1                                                                 | Canada                                                                | Amichevole                                                            | -                                                                     | 42’                                                                   |
| 2-7-2005                                                              | Atlanta                                                               | Canada                                                                | 1 – 2                                                                 | Honduras                                                              | Amichevole                                                            | -                                                                     |                                                                       |
| 7-7-2005                                                              | Seattle                                                               | Canada                                                                | 0 – 1                                                                 | Costa Rica                                                            | Gold Cup 2005 - 1º turno                                              | -                                                                     |                                                                       |
| 9-7-2005                                                              | Seattle                                                               | Stati Uniti                                                           | 2 – 0                                                                 | Canada                                                                | Gold Cup 2005 - 1º turno                                              | -                                                                     |                                                                       |
| 12-7-2005                                                             | Foxborough                                                            | Canada                                                                | 2 – 1                                                                 | Cuba                                                                  | Gold Cup 2005 - 1º turno                                              | -                                                                     |                                                                       |
| 3-9-2005                                                              | Santander                                                             | Spagna                                                                | 2 – 1                                                                 | Canada                                                                | Amichevole                                                            | -                                                                     |                                                                       |
| 22-1-2006                                                             | San Diego                                                             | Stati Uniti                                                           | 0 – 0                                                                 | Canada                                                                | Amichevole                                                            | -                                                                     |                                                                       |
| 4-9-2006                                                              | Montréal                                                              | Canada                                                                | 1 – 0                                                                 | Giamaica                                                              | Amichevole                                                            | -                                                                     |                                                                       |
| 8-10-2006                                                             | Kingston                                                              | Giamaica                                                              | 2 – 1                                                                 | Canada                                                                | Amichevole                                                            | -                                                                     | 89’                                                                   |
| 15-11-2006                                                            | Székesfehérvár                                                        | Ungheria                                                              | 1 – 0                                                                 | Canada                                                                | Amichevole                                                            | -                                                                     | 28’                                                                   |
| 25-3-2007                                                             | Devonshire                                                            | Bermuda                                                               | 0 – 3                                                                 | Canada                                                                | Amichevole                                                            | -                                                                     | 80’                                                                   |
| 1-6-2007                                                              | Maracaibo                                                             | Venezuela                                                             | 2 – 2                                                                 | Canada                                                                | Amichevole                                                            | -                                                                     | 59’                                                                   |
| Totale                                                                |                                                                       | Presenze                                                              | 12                                                                    |                                                                       | Reti                                                                  | 0                                                                     |                                                                       |

## Palmarès

### Club

#### Competizioni nazionali
- USL First Division: 2

Montreal Impact: 2004, 2009
- Canadian Championship: 1

Montreal Impact: 2008